# アナログ (麻雀)
麻雀において、アナログとは、抽象的な要因を反映させた戦術論のことをいう。この場合の「抽象的な要因」としては、「ツキ」「流れ」「勢い」「運」といったものが挙げられる。対極の考え方にデジタルがある。アナログを認めないデジタル派は、アナログを非合理的なものとしてオカルトと呼ぶこともある（後述）。
アナログの戦術論においては、自分や対戦相手の「運」や「勢い」の状態、「ツモの流れ」といったものの考察が行われる。典型的な例を挙げると、「Aは前の局で大物手を和了した。そのことによってAの運は上昇したと思われる。」といった具合である。そしてそうした考察を、たとえば「上り調子のAのリーチには逆らわないほうがいい。」といった具合に、実際の行動に反映させる。
アナログ思想は、麻雀ブームの立役者となった阿佐田哲也や小島武夫が「運」や「流れ」といった概念を常用したこともあり、麻雀論において非常に有力となった。1990年に「リーチ麻雀論改革派」（天野晴夫著・南雲社）が出版されて以降は、麻雀論からの抽象の排除を主張するデジタル論も盛んであるが、現在も井出洋介、金子正輝、土田浩翔、飯田正人などのトッププロをはじめ、アナログ思想にたつ雀士は数多い。

## アナログの初出
麻雀におけるアナログという言葉は、デジタルという言葉の対立概念として同時に登場した。小林剛によると、デジタルという言葉が麻雀の世界に登場したのは、嶺岸信明の漫画『勝負師の条件』（1988）であり、そこでは「アナグロ」という、今日でいうアナログに相当する言葉もまた用いられている。ここでは、ポーカーはデジタルなゲームであり、麻雀はアナグロなゲームであると述べられており、アナログ・デジタルという言葉の原義に近い用法で用いられている。

## 異論

### ネマタ説
アナログとは、個別の判断を重視する打ち方。デジタルとは、打牌基準をシステム化して、それを重視する打ち方。重視する部分が異なるだけで、正着に近づくほど両者は一体化する。
抽選（配牌、ツモなど）は、選択（打牌、鳴き、リーチなど）や結果（アガリ、振りこみなど）の影響を受け、選択によって抽選を変えられるとする理論がオカルトであり、その逆はロジカルである。